# Can Simon (Sant Pere de Ribes)
Can Simon és una obra del municipi de Sant Pere de Ribes (Garraf) inclosa en l'Inventari del Patrimoni Arquitectònic de Catalunya.

## Descripció
Es tracta d'un edifici entre mitgeres, format per planta baixa i un pis. La façana presenta una distribució simètrica d'obertures. A la planta baixa hi ha la porta d'accés, d'arc rebaixat de pedra i una finestra rectangular amb reixa; al primer pis s'obren dos balcons amb barana de ferro i obertures rectangulars emmarcades per trencaaigües sinuosos dins dels quals hi ha decoració floral. La façana acaba en cornisa esglaonada, decorada amb motius florals i coronada per un element ornamental.

## Història
Segons Ramon Artigas, autor de la fitxa que sobre aquest edifici hi ha a l'Arxiu Històric del Col·legi Oficial d'Arquitectes de Catalunya, és probable que l'autor del projecte fos el mestre d'obres Gaietà Miret. Consultat l'Arxiu Històric del Comú de Robes no ha estat possible confirmar aquesta dada.
La data de 1886 que hi ha a la clau de la porta permet situar la construcció de la casa Quadres vers la fi del segle xix.